# Васильев, Виктор Константинович
Виктор Константинович Васильев (23 августа 1887,  Городец, ныне Нижегородской обл.  — 23 сентября 1961, Ленинград) — военно-морской деятель, контр-адмирал (04.06.1940), кандидат военно-морских наук (1943), доцент (1938).

## Биография
Окончил два курса Мор. инж. уч-ща (9.1904—12.1906), Мор. корпус (4.1907—5.1910), службу проходил на БФ и ЧФ. Мичман (1910). Произведён в лейтенанты 6 апреля 1914 г. Участник 1-й мир. войны. Вахтенный нач-к КР «Память Меркурия» (12.1910—8.1912), «Россия» (8.1912—5.1913), ревизор и мл. штурман КР «Память Меркурия» (5.1913—5.1915), штурман ЭМ «Поспешный» (5.1915—8.1916), ст. штурман КР «Память Меркурия» (8.1916—1.1917), флаг-штурман бригады КР (1—3.1917; 4.1917—1.1918), ком-р КЛ «Эльпидифор» (3—4.1917).
Службу в РККФ начал инженер-инструктором по учёту Гл. мор. техн. упр. (1.1919—7.1920), сотрудник Мор. постоянной комиссии (7—9.1920), нач-к стратегич. отдела (12.1921—1.1925), пом. нач-ка (1—11.1925) ОУ Морского штаба Республики. Слушатель ВМАК при Военно-мор. акад. (11.1925—4.1926).  Нач-к штаба (4—5.1926; 10.1926—10.1929), исполн. обяз. командующего (5—10.1926) Береговой Охраны МСЧМ. Преподаватель Военно-мор. акад. (10.1929—3.1930). Репрессирован в марте 1930, в янв. 1932 восстановлен в кадрах ВМС, реабилитирован в 1938. Преподаватель (1.1932—7.1935), ст. руководитель (7.1935—6.1938), нач-к кафедры штабной сл. (6.1938—5.1945), ст. преподаватель кафедры упр. и штабной сл. (5—9.1945), нач-к курса (9.1945—2.1948) Военно-мор. акад. им. К.Е.Ворошилова. С февр. 1948 в запасе.
Из аттестации: «В. добросовестно, и не жалея своих сил, работает по подготовке командных кадров ВМФ... Систематическим участием в оперативных и тактических играх, проводимых со слушателями, он приблизил штабные вопросы к жизненным потребностям оперативно-тактической подготовки слушателей».
Похоронен на Серафимовском кладбище.

## Награды
СССР
- орден Ленина (1945);
- орден Красного Знамени (1944);
- орден Красной Звезды (1944)[4].
- медали

Российская Империя
- орден Св. Анны 3 ст. с мечами и бантом (1916)
- орден Св. Станислава 3 ст с мечами и бантом (1915)
- орден Св. Владимира 4 ст. с мечами и бантом
- орден Св. Анны 4 ст. с надписью «за храбрость»